# 寇謐將
寇謐將（英語：J. Michael Cole，？—），加拿大魁北克人，為常駐台北的時事分析家及記者，曾任加拿大安全情報局分析師、《台北時報》採訪組副組長、《台北時報》副主編、小英教育基金會《想想論壇》英文版主編（英文版於2016年5月20日停刊，同時離職）、諾丁漢大學中國政策研究所台灣研究計畫駐台北高級研究員、麥克唐納-勞里埃研究所駐台北資深研究員、法國現代中國研究中心台北分部（CEFC Taipei）資深研究員、全球臺灣研究中心（GTI）資深研究員、《外交家》專欄作家、臺灣民主基金會《臺灣民主通訊》主編、新台灣和平基金會《台灣前哨》（Taiwan Sentinel，又譯《台灣守望》）主編。他於加拿大皇家軍事學院取得戰爭研究碩士，於福坦莫大學取得文憑，並且在蔡英文政府時代於《鏡週刊》連載專欄〈寇謐將觀點〉。其妻陳婉宜曾任民主進步黨國際事務部副主任，在蔡英文政府時代任職台灣民主基金會副執行長、台灣民主基金會代理執行長、兩岸交流遠景基金會董事。

## 爭議
2011年8月30日，時任《台北時報》採訪組副組長的寇謐將投書《亞洲華爾街日報》，表示除非中華民國總統馬英九清理國軍門戶，美國不會賣先進武器給「幾乎各領域都遭到中共滲透」的台灣。2011年8月31日，《自由時報電子報》即時新聞刊登寇謐將文章，略去寇謐將姓名，通篇以「《華爾街日報》分析」或「《華爾街日報》警告」字眼將寇謐將的「個人意見」變成《華爾街日報》的報導；同日的《自由時報》，A1版慕可舜間諜案報導與A2版寇謐將專訪，完全不提寇謐將在《台北時報》的正職頭銜，反而稱寇謐將是「《詹氏防衛周刊》駐台特派員」。2011年8月31日，中國國民黨立法院黨團抨擊《自由時報》誤導讀者，立法委員趙麗雲要求寇謐將對上列指控提出確切證據、否則公開道歉，中華民國國防部則稱寇謐將的指控是子虛烏有。2011年9月2日，《自由時報》專欄作家胡文輝撰文，堅稱寇謐將是《詹氏防衛週刊》駐台特派員。2013年11月，寇謐將連續兩天在部落格發文解釋自己從《台北時報》離職的理由，胡文輝的說詞不攻自破。
2015年3月23日，寇謐將在《國家利益》撰文〈不可阻擋：中國顛覆台灣的秘密計畫〉，指控中國華信能源在香港登記註冊的中華能源基金委員會（CEFC）聽命於中國人民解放軍總政治部對台灣政治作戰單位，並聯合佛光山文教基金會等台灣民間團體舉辦活動，以「顛覆台灣」。面對外界質疑，寇謐將拿不出任何具體證據支撐其論點，也沒有進一步說明。2016年初，華信集團委託李永然律師事務所向寇謐將發出律師函，要求寇謐將發函《國家利益》雜誌社，以作者身分請求撤除《國家利益》網站原文，並另行撰文澄清原文所提諸多不實論點。經雙方律師近8個月的協商，寇謐將表明願發函撤文、與華信集團代表在台北市公開場所見面、撰文介紹華信集團，雙方和解，但寇謐將出爾反爾、不履行承諾。2017年6月，華信集團委託律師陳明暉向臺灣臺北地方法院控告寇謐將，華信集團表示，身為世界500強企業，華信集團絕不可能擔負什麼「對台政治作戰」任務，過去幾年還與台灣中油在查德進行探油、採油、轉讓股份等合作事宜，與台灣企業維持良好互動關係。2018年1月31日，寇謐將委任律師表示，對於華信集團宣稱已與寇謐將談好條件一事，寇謐將認為「一廂情願」、「實際上根本沒有成」；若華信集團認為寇謐將原文內容有誤，華信集團應直接向《國家利益》雜誌社要求撤文，而非控告寇謐將。
2015年8月25日，寇謐將在《想想論壇》撰文指控，中國評論通訊社隸屬中华文化发展促进会，中華文化發展促進會是中國人民解放軍總政治部引導台海兩岸政治方向的重要平台。但事實上，2009年1月23日台灣團結聯盟副秘書長劉一德、2010年6月10日美屬台灣群島方案代表人物林志昇、2013年5月3日台灣之友會總會長黃崑虎、2013年5月27日一邊一國連線高雄市議員鄭新助、2014年12月28日前美國在台協會理事主席卜睿哲、2017年12月26日前民主進步黨新竹市市長蔡仁堅、2021年4月22日曾在海外參加台灣獨立運動的前民主進步黨立法委員陳昭南，都曾接受中評社專訪。
2020年中華民國總統選舉前夕，寇謐將在《台灣前哨》撰文，稱年金改革、同性婚姻、蔡英文學位門等爭議都讓中華人民共和國政府有機會針對蔡英文政府散播假消息。2020年3月23日立法院外交及國防委員會，中國國民黨立法委員陳以信拿出中華民國109年度台灣民主基金會預算書質詢臺灣民主基金會副執行長陳婉宜「這個預算書補助寇謐將幾次」，陳婉宜最初說「一次」，陳以信隨即反駁稱寇謐將的名字在預算書裡出現至少四次（不只擔任工作坊主持人、工作坊評論人，還到奧地利與波蘭參加活動，還擔任《臺灣民主通訊》主編），陳婉宜承認寇謐將是她老公。中華民國外交部政務次長徐斯儉稱，寇謐將有些是受到外交部補助的團參加的，不是臺灣民主基金會的經費。陳以信駁斥，預算書裡面的預算都是臺灣民主基金會的經費，他要求外交部就政府補助基金會的利益迴避提出書面答覆。
陳以信揭露2018年臺灣民主基金會至少補助寇謐將四次，外交部書面答覆，2020年3月陳婉宜任職臺灣民主基金會代理執行長時已經指示該會不再邀請寇謐將協助辦理專案，但中華民國108年度該會預算書隱藏計畫參與者姓名，難以監督。2020年12月30日，中國國民黨文化傳播委員會副主任委員黃子哲說，臺灣民主基金會必須停止左手給右手、老婆給老公，否則只會加深民怨。臺灣民主基金會表示，寇謐將曾以學者身分邀約審稿或出席會議，僅依該會規定領取出席費與稿費，非計畫專案主持人。
2021年7月7日，國民黨文傳會副主任委員鄭照新表示，民進黨利用親民進黨人士在國外投稿、利用國內民眾外語障礙「製造」國際輿論印象的路數屢見不鮮，包括最近大罵臺北市市長柯文哲的前路透社總編輯菲爾·史密斯（Phil Smith）、之前大罵前高雄市市長韓國瑜的寇謐將；他們的觀點是否還能代表「國際媒體」，抑或是充滿主觀的「個人意見」，不能不有所疑義。

## 著作
- Smokescreen: Canadian security intelligence after September 11 (煙幕：九一一之後的加拿大安全情報), Iuniverse Inc, 2008.
- Democracy in Peril: Taiwan’s struggle for survival from Chen Shui-bian to Ma Ying-jeou (民主危機：從陳水扁到馬英九時期的台灣生存奮鬥), Iuniverse Inc, 2009.
- Officially Unofficial: Confessions of a journalist in Taiwan (官方的非官方：一位新聞記者在台灣的自白), Createspace Independent Pub, 2014.
- 《黑色島嶼：一個外籍資深記者對台灣公民運動的調查性報導》Black Island: Two Years of Activism in Taiwan 李明、陳雅馨、劉燕玉譯（台北：商周出版，2015）
- 《島嶼無戰事：不願面對的和平假象》The Convenient Illusion of Peace: Convergence or Conflict in the Taiwan Strait 李明、劉燕玉譯（台北：商周出版，2016）
- Convergence or Conflict in the Taiwan Strait: The illusion of peace? (Routledge, 2016)
- 《島嶼無戰事2︰難以迴避的價值抉擇》The End of the Illusion: Cross-Strait Relations Since 2016 李明譯（台北：商周出版，2019）
- Cross-Strait Relations Since 2016: The End of the Illusion (Routledge, 2020)

## 榮譽
- 陳文成博士紀念基金會「傑出新聞獎」

## 外部連結
- The Far-Eastern Sweet Potato （页面存档备份，存于）
- 寇謐將的Facebook專頁
- 寇謐將的X（前Twitter）
- 寇謐將（Jean-Michel Cole） （页面存档备份，存于）在想想論壇的專欄